# Фрауройт
Фрауройт (нім. Fraureuth) — громада в Німеччині, розташована в землі Саксонія. Входить до складу району Цвікау.
Площа — 22,59 км2. Населення становить 5065 ос. (станом на 31 грудня 2020).